# András László (festő)
András László (Nagyvárad, 1910. október 19. – Kolozsvár, 1981. augusztus 30.) erdélyi magyar festő és művészeti író. Felesége Tollas Júlia (1911–1991) grafikus- és festőművész.

## Életútja, munkássága
1938-ban végzett a Bukaresti Szépművészeti Akadémián. Egy bukaresti holland kereskedő jóvoltából Belgiumba és Hollandiába utazhatott majdnem egy évre, ahol múzeumokat és képtárakat látogatott.
Művészeti írásaival előbb erdélyi folyóiratban (például: Korunk) és hetilapokban jelentkezett. 1939–44 között a Barabás Miklós Céh tagja és kiállítója. 1939. szeptember 1-jétől a református kollégiumban volt rajztanár.
Tájképeket és kompozíciós műveket festett olajban és akvarellben. 1958-tól több egyéni kiállítása volt erdélyi városokban. 
Sírja a házsongárdi temetőben van.